# Hapalodectes
Hapalodectes is een geslacht van uitgestorven carnivore hoefdieren uit de familie Hapalodectidae van de orde Mesonychia dat tijdens het Paleoceen en Eoceen in Noord-Amerika en oostelijk Azië leefde.

## Fossiele vondsten
Fossielen van Hapalodectes zijn gevonden in de Amerikaanse staten Wyoming, Colorado en Montana en in de Volksrepubliek China en Mongolië. 

## Ontwikkeling
Hapalodectes ontwikkelde zich tijdens het Paleoceen in oostelijk Azië. De oudste soort is H. lopatini uit de Asian Land Mammal Age Nongshanian, gevolgd door H. dux uit het Gashatan. Hapalodectes migreerde ten tijde van het PETM via Beringia naar Noord-Amerika, waar het tijdens het Wasatchian voorkwam in de centrale delen van het continent. 

## Kenmerken
Hapalodectes had het formaat van een huiskat. De schedel was lang en smal met vrij slanke kaken en dunne tanden. Mogelijk was Hapalodectes een piscivoor met een otterachtige leefwijze. 